# 해양도
해양도(海陽道)는 고려 시대에 존재했던 한국의 옛 행정 구역 가운데 하나이다. 지금의 전라남도 일대에 있었다.